# Korsvejskirken
Korsvejskirken er en kirke i Korsvejens Sogn. Dens beliggenhed er Sirgræsvej 81 i Kastrup på Amager.

## Historie
I 1949 begyndte indsamlingen til en ny kirke i Kastrup Sogn. En grund blev skænket til anvendelsen i 1951 af handelsgartner Oluf Kristensen, og i 1953 blev en komité nedsat, som skulle forestå arbejdet. Det varede til 1966 før man fik byggetilladelse, og sognegrænserne fastlagdes, men Kirkeministeriet gav først tilladelse til at sætte byggeriet i gang i 1970.
Kirken blev bygget i 1971-73 med Holger Jensen som arkitekt. Klokketårnet blev opført i 1982, med to klokker støbt hos Petit & Fritsen i Holland. I 1988 blev menighedssalen udbygget, og et nyt kapel blev opført.

## Eksterne kilder og henvisninger
- Korsvejskirken i Den Store Danske på Lex.dk
- Korsvejskirken hos KortTilKirken.dk